# Палаццо Соранцо-Пизани
Палаццо Соранцо-Пизани (итал. Palazzo Soranzo Pisani) — палаццо в Венеции в районе Сан-Поло. Расположен на Гранд-канале между Палаццо Тьеполо и Палаццо Тьеполо-Пасси. Архитектура представляет собой смесь элементов готики и Ренессанса.

## Галерея

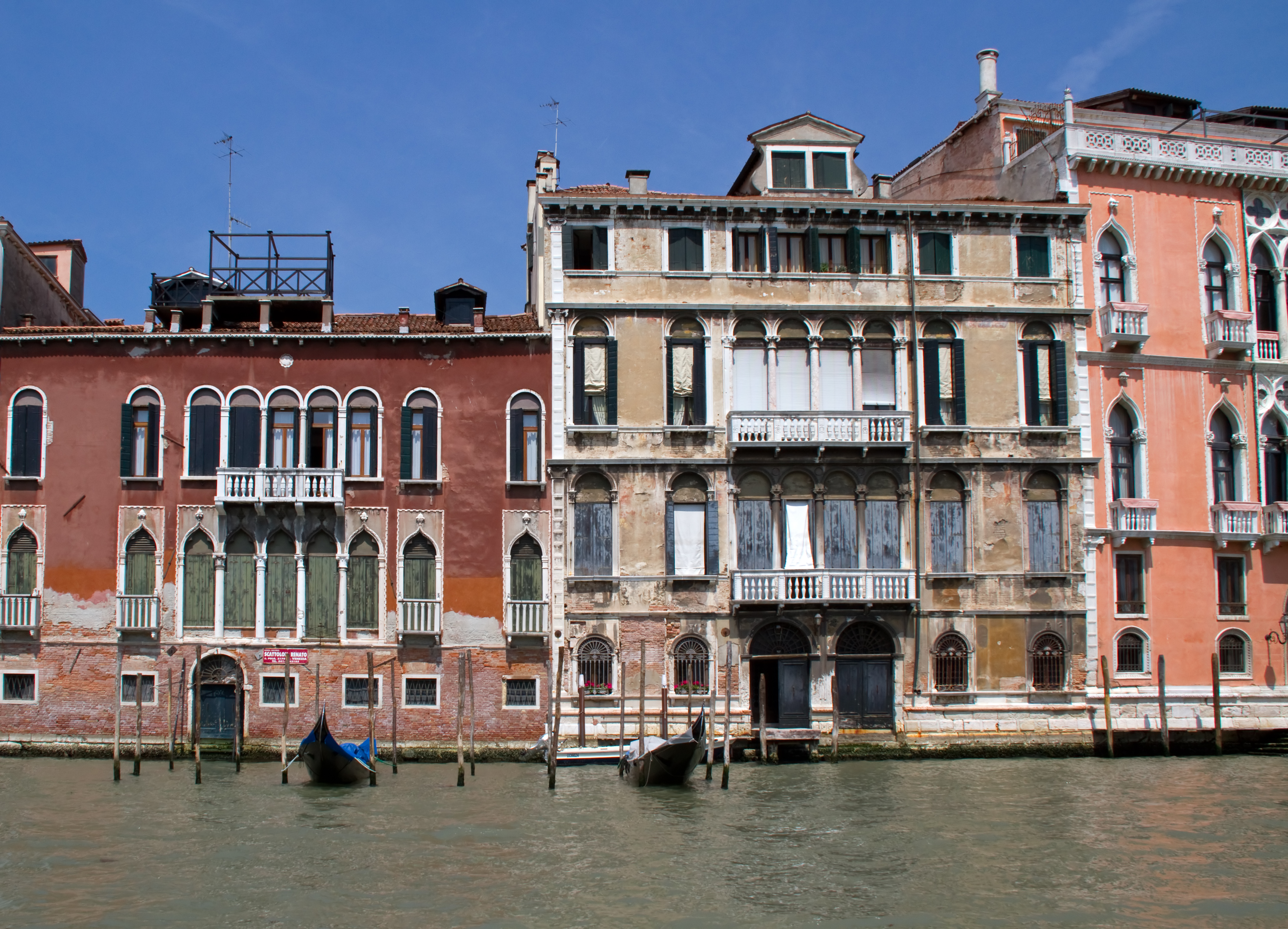
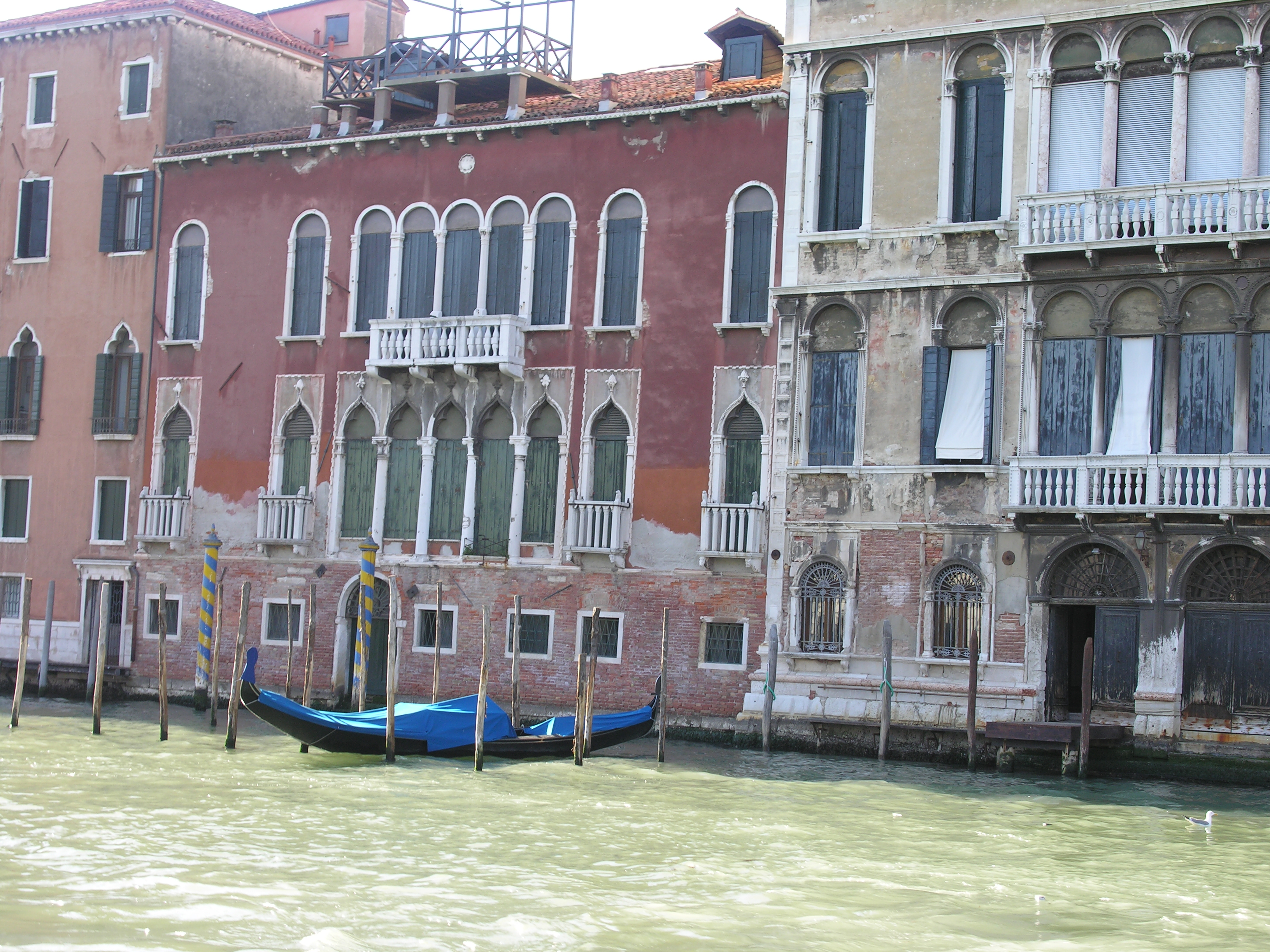
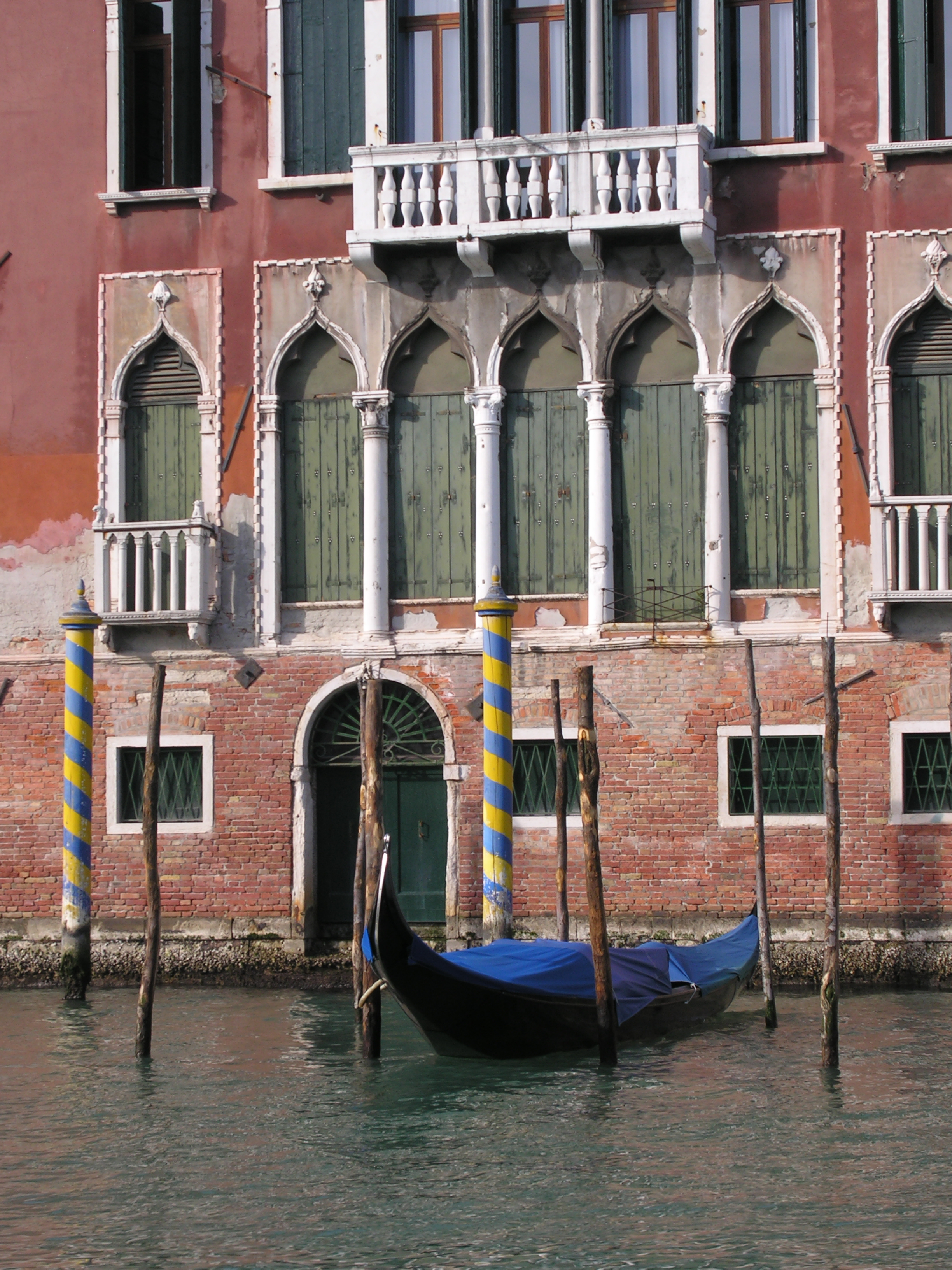